# Le Lesme
Le Lesme is een gemeente in het Franse departement Eure (regio Normandië). De plaats maakt deel uit van het arrondissement Bernay. Le Lesme is op 1 januari 2016 ontstaan door de fusie van de gemeenten Guernanville en Sainte-Marguerite-de-l'Autel. De gemeente telde 702 inwoners op 1 januari 2022.

## Geografie
De oppervlakte van Le Lesme bedroeg op de hierboven genoemde datum 26,5 vierkante kilometer; de bevolkingsdichtheid was toen 26,5 inwoners per km².

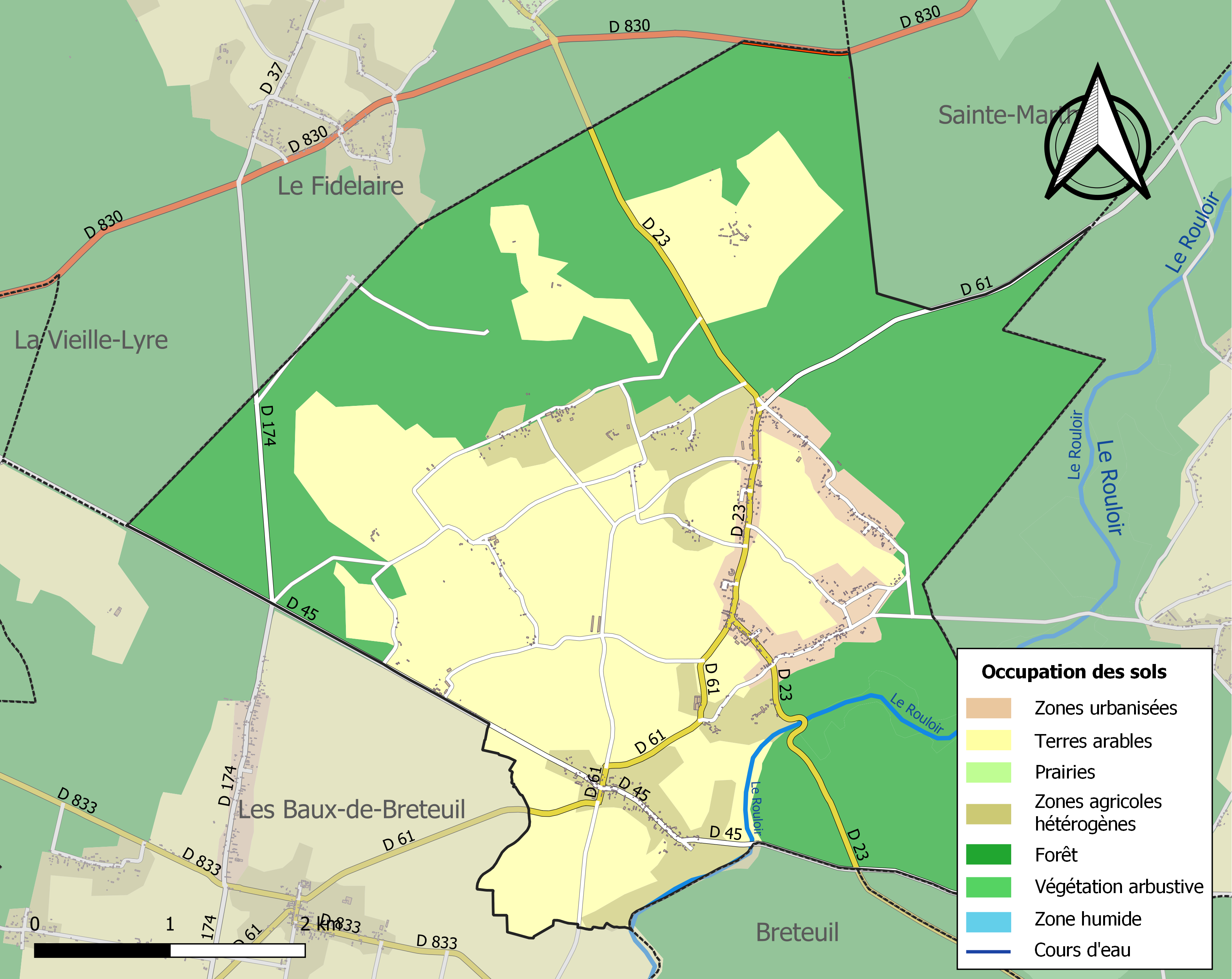
Kaart van de gemeente met belangrijkste infrastructuur, bodemgebruik en omliggende gemeenten